# 亞洲輝椋鳥
亞洲輝椋鳥（学名：Aplonis panayensis），又名輝椋鳥、菲律賓椋鳥，为八哥科輝椋鳥屬下的一个种。它分佈於孟加拉、汶萊、印度、印尼、馬來西亞、緬甸、菲律賓、新加坡、台灣（引入種）、柬埔寨和泰國。
其天然棲地是亞熱帶或熱帶潮濕低地森林及亞熱帶或熱帶的紅樹林森林。這種鳥類在城鎮和城市中也有大量分佈，牠們棲息於廢棄的建築物和樹木中，經常成群活動，被認為是最吵鬧的鳥類之一。在菲律賓，牠們被稱為kulansiyang、galansiyang或kuling-dagat。
世界鳥類學家聯合會（IOU）認可的亞種如下：
- A. p. affinis (Blyth, 1876) –印度東北部、孟加拉、緬甸西南部
- A. p. tytleri (Hume, 1873) –安達曼群島及尼科巴群島北部
- A. p. albiris Abdulali, 1967 – 尼科巴群島中部和南部
- A. p. strigata (Horsfield, 1821) –馬來半島、蘇門答臘、爪哇和婆羅洲西部
- A. p. altirostris (Salvadori, 1887) –錫默盧島、巴尼亞克群島和尼亞斯島
- A. p. nesodramus (Oberholser, 1926) –巴比島
- A. p. pachistorhina (Oberholser, 1912) –巴圖群島和明打威群島
- A. p. enganensis (Salvadori, 1892) –恩加諾島
- A. p. heterochlora (Oberholser, 1917) –安南巴斯群島和納土納群島
- A. p. eustathis (Oberholser, 1926) – 婆羅洲東部
- A. p. alipodis (Oberholser, 1926) –本藏島、馬拉圖阿島及德拉旺群島
- A. p. gusti Stresemann, 1913 –峇里島
- A. p. sanghirensis (Salvadori, 1876) –桑義赫群島和塔勞群島

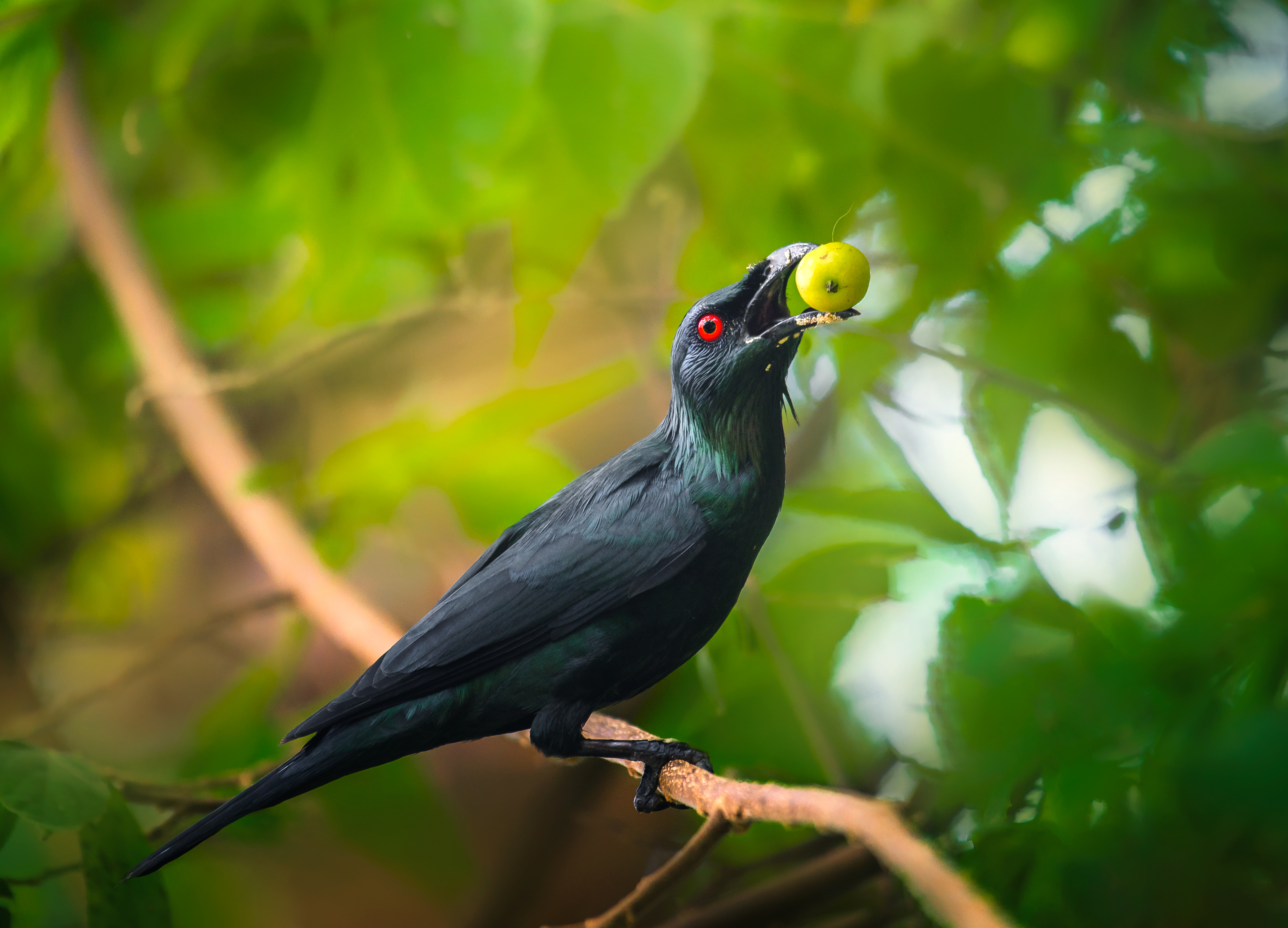
317x317pxA. p. panayensis (Scopoli, 1786) –蘇拉威西北部和菲律賓

在台灣，此物種被引進做為寵物，但因棄養或逃逸等原因，於多個縣市已發現野生族群。由於此鳥適應力強且對內很團結，對外很排斥，會攻擊其他鳥類，可能排擠其他鳥類的生存而造成生態問題。

## 圖庫

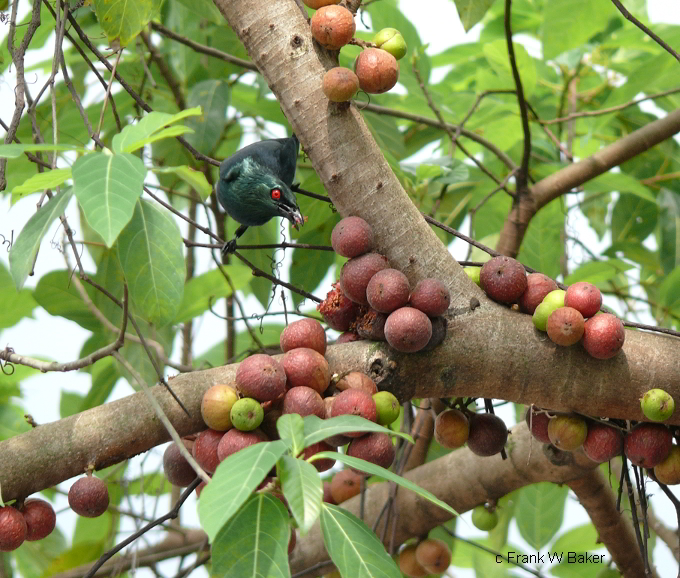
亞洲輝椋鳥
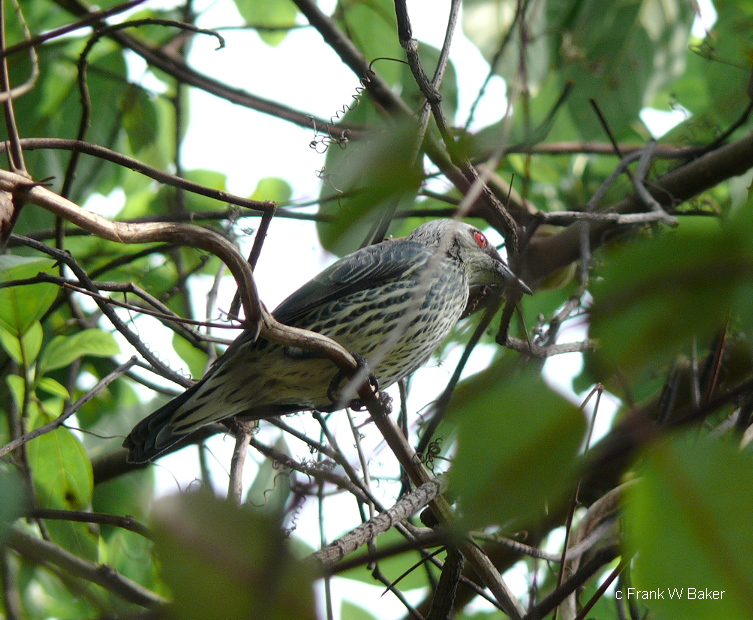
亞洲輝椋鳥亞成鳥
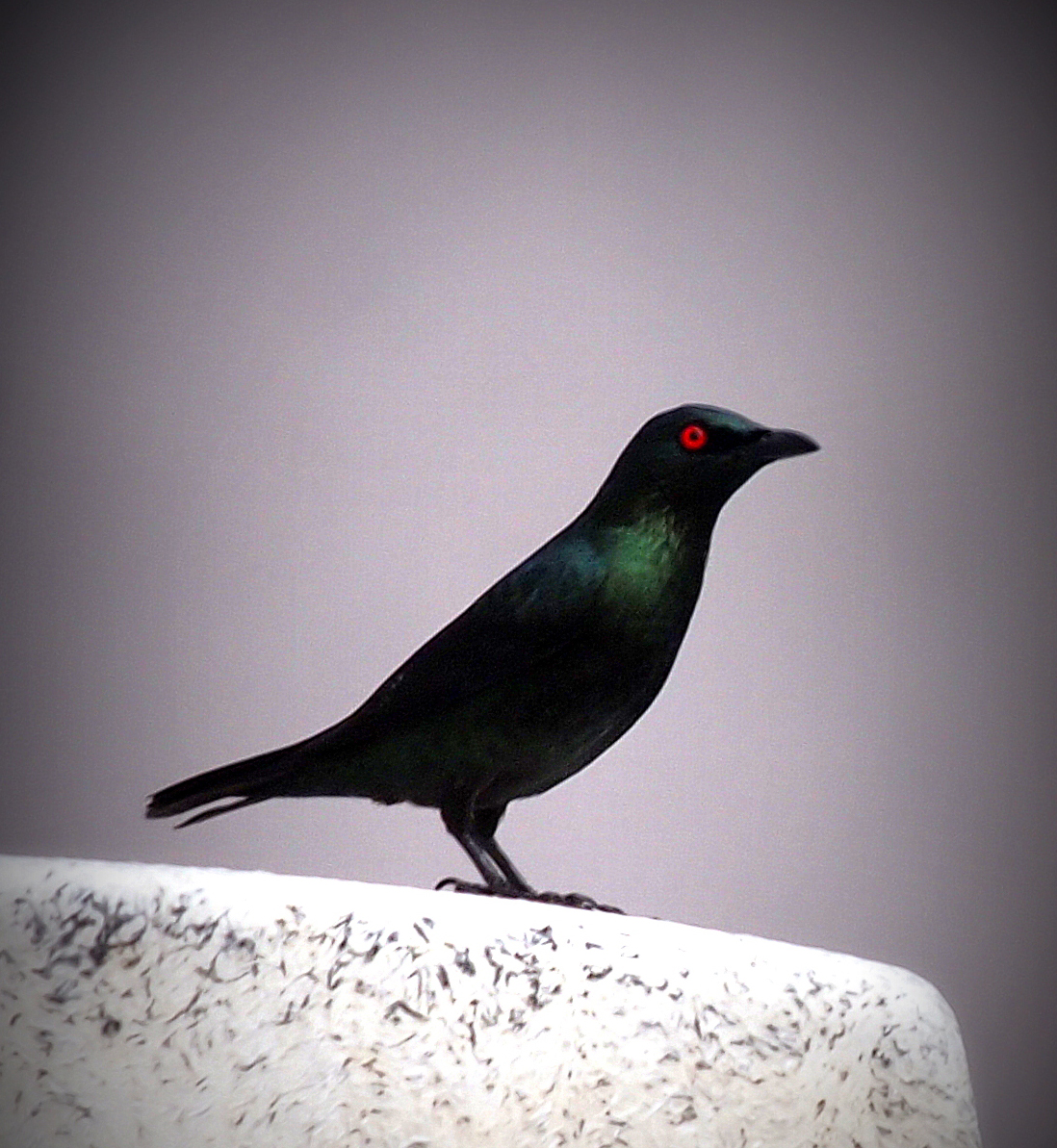
亞洲輝椋鳥, 馬來西亞
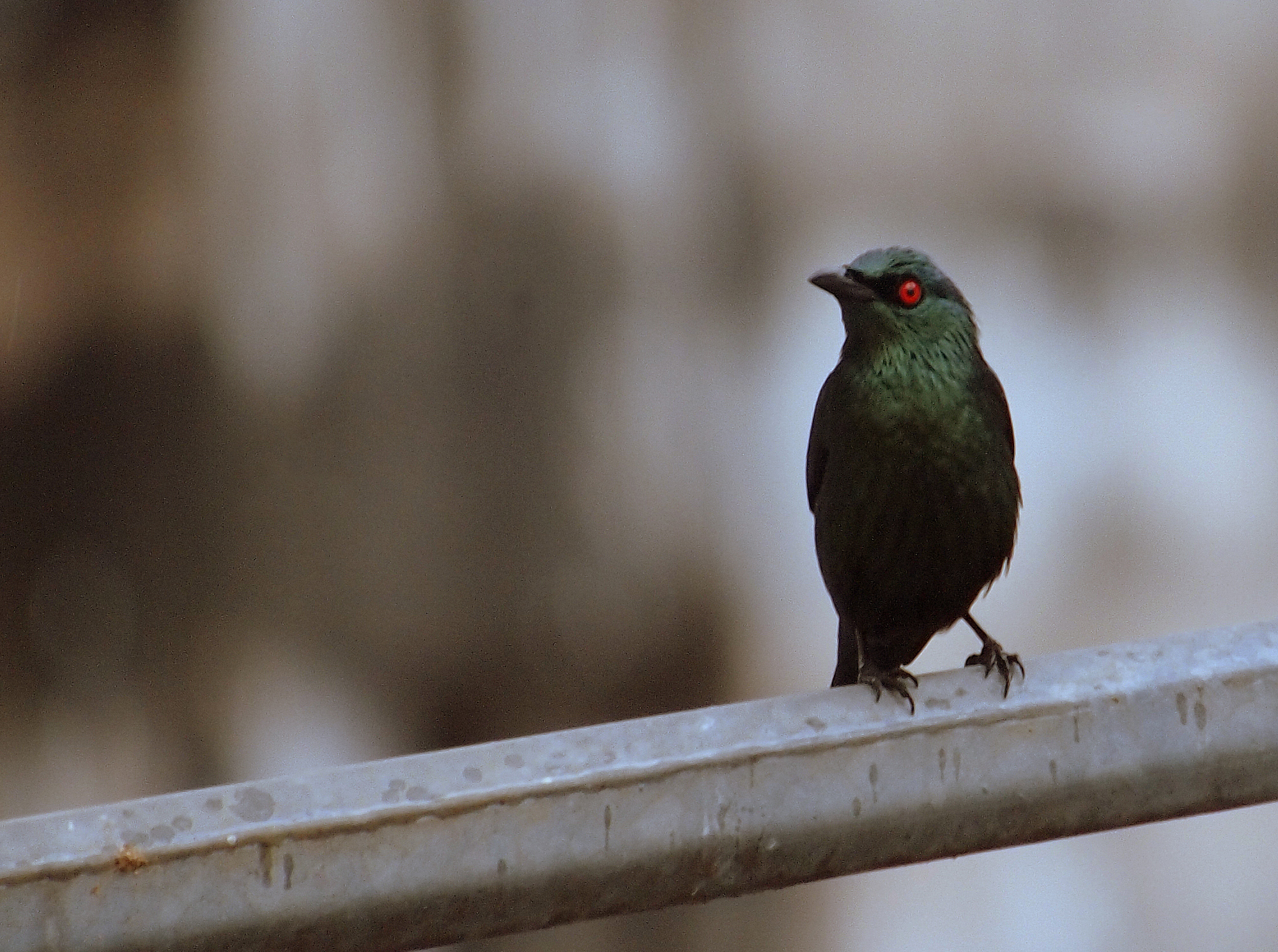
亞洲輝椋鳥, 馬來西亞
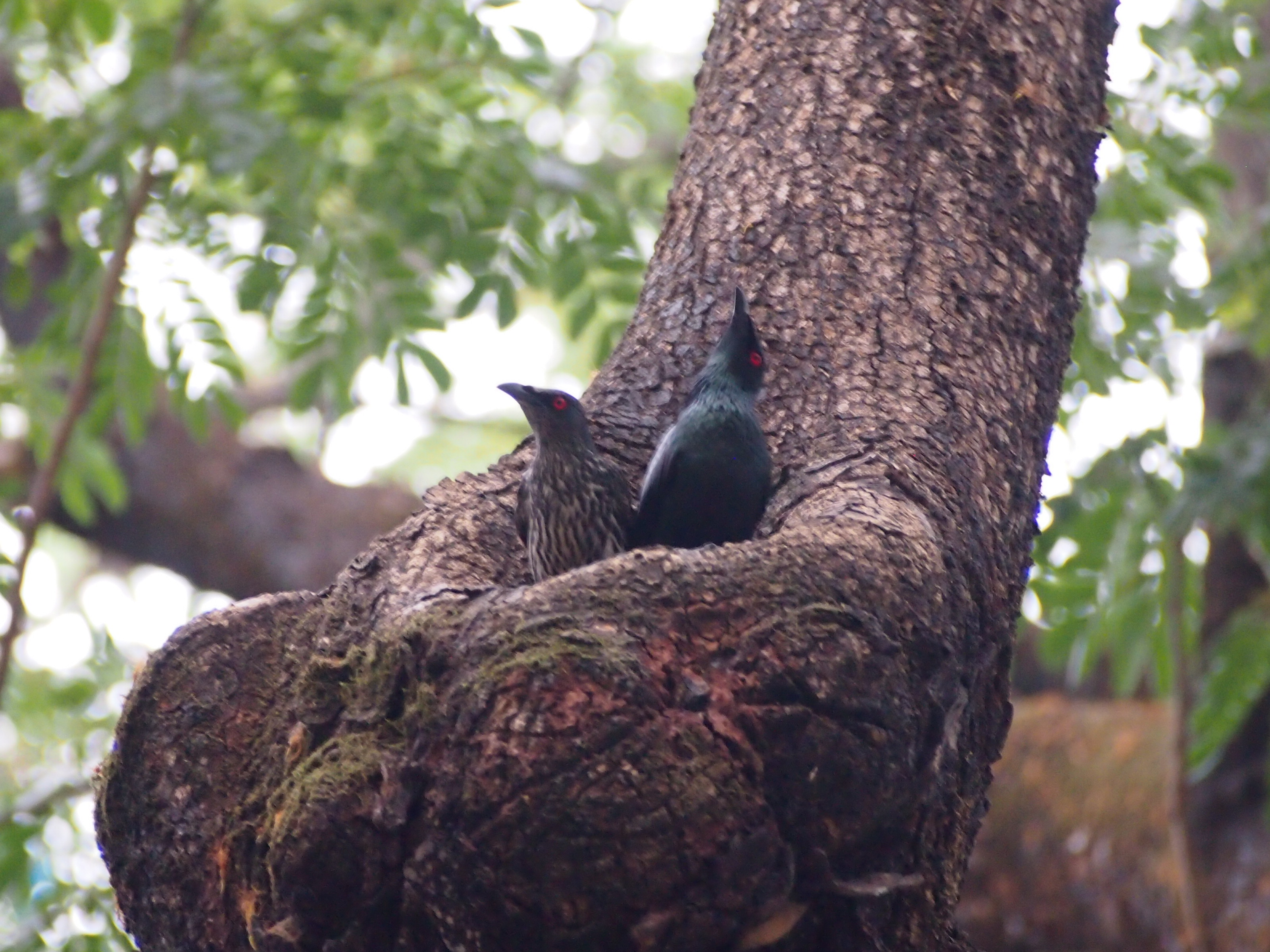
亞洲輝椋鳥成鳥與亞成鳥